# Terrinches
Terrinches es un municipio y localidad española de la provincia de Ciudad Real, en la comunidad autónoma de Castilla-La Mancha. El término municipal, ubicado en la comarca del Campo de Montiel, tiene una población de 586 habitantes (INE 2024).

## Geografía
Este municipio se encuentra orientado en el extremo sur-oriental de la provincia de Ciudad Real, a 40 km al este de la autovía A-4 Madrid-Cádiz.
Terrinches se sitúa al borde de las provincias de Ciudad Real y Jaén, flanqueado por un cordón montañoso, al sur, de este a oeste, identificado en las sierras de Alcaraz, Segura, Cazorla y Sierra Morena, dando paso en dirección norte, al final de la meseta castellano-manchega.
Las poblaciones limítrofes son: al este, a 3 km Albaladejo, al norte a 3,5 km Santa Cruz de los Cáñamos, al oeste a 9 km, Puebla del Príncipe. Finalmente, al sur, la población jienense de Génave, si bien no cuenta con ninguna vía de comunicación directa con esta última.

## Historia
La etimología del nombre es difícil de determinar. Parece tener algunos morfemas del ibérico, como la terminación en -es, que indica "Pueblo". De prehistoria muy antigua, y situado junto a una ruta principal de penetración de Levante a Andalucía, se han documentado recientemente en su término municipal yacimientos correspondientes a la prehistoria-Edad del Bronce, y una villa de época romana, que son objeto de estudio en los últimos años.
Terrinches cuenta con un importante patrimonio documental, preferentemente a partir del siglo XVI, así como unos yacimientos arqueológicos de relevancia (Castillejo del Bonete, La Ontavia), cuyas investigaciones arrojarán nuevos descubrimientos sobre los orígenes de la localidad. Entretanto, los referentes históricos a los que tenemos acceso en la actualidad, señalan el punto inicial de Terrinches como resultado de una de las repoblaciones llevadas a cabo por la Orden de Santiago, estando incluida la población en la Concordia que se celebró en 1245, entre el arzobispo de Toledo y la Orden religiosa-militar. Este hecho motiva que en el escudo heráldico del municipio salga el cuartel primero, recalando este punto con campo de plata y veneración santiaguista de gules.
Siguiendo con el simbolismo de la heráldica local, el cuartel segundo de evoca, como consecuencia de la raíz turris, un posible origen con la denominación “Torreblanca”, de la que pudiera derivarse la actual de Terrinches. Esta importancia como bastión defensivo, ya en la denominación de la localidad, se sostiene, asimismo, por las Crónicas de Alfonso X, en la cual se recoge un ataque árabe a la villa. En razón de estos hechos, en el escudo del municipio, el segundo cuartel aparecerá identificado con torre de plata sobre campo de azur.
De uno de los primeros documentos oficiales de la villa, con motivo de la descripción y relación de pueblos y tierras encargada por el rey Felipe II, en 1575, se recogen los siguientes puntos, en boca de los alcaldes ordinarios de la localidad, Alonso González Argüello y Gonzalo Rodríguez de Carrizosa.

Esta villa se llama villa de Terrinches y está en la Orden de Santiago, en el Partido del Campo de Montiel y entra en las villas de la Encomienda Mayor de Castilla, no teniendo en ningún escrito en la memoria de hombres se recuerde otro nombre sino Terrinches, la cual es villa antigua y no se sabe ni tiene origen que haya sido aldea, no está sujeta a otro pueblo y no se sabe como se fundó en su origen el nombre de la villa.

Muchos son los dichos y charlas en las cuales se oyeron decir a los más ancianos del lugar “que esta villa era de moros, cuando se ganó la villa de Montiel y otras villas comarcales se ganó esta villa de Terrinches tierra de moros, no se sabe quien la ganó, ni que rey reinaba en aquel tiempo, ni saben responder otra cosa».

De estas consideraciones, bien pudiéramos sostener la posibilidad de un primer asentamiento árabe, del cual derivaría un primitivo torreón, asentado en el mismo emplazamiento del actual, repoblándose con posterioridad a la conquista, según los usos tradicionales de la Orden santiaguista, en los Campos de Montiel.
Hacia mediados del siglo XIX, el lugar tenía contabilizada una población de 805 habitantes. Aparece descrito en el decimocuarto volumen del Diccionario geográfico-estadístico-histórico de España y sus posesiones de Ultramar de Pascual Madoz de la siguiente manera:

TERRINCHES: v. con ayunt. en la prov. de Ciudad-Real (17 leg.), part. jud. de Infantes (3), aud. terr. de Albacete (17), dióc. de Toledo (29), c. g. de Castilla la Nueva (Madrid 38). sit. en un valle desigual mirando al S.; es de clima templado, reinan los vientos NE. y O. y se padecen tercianas estacionales. Tiene 150 casas, la de ayunt., cárcel; escuela dotada con 1,100 rs. de los fondos públicos, á la que asisten 32 niños; igl. parr. (Sto. Domingo de Guzman) curato de entrada y provision de S. M. á propuesta del Tribunal Especial de las Ordenes Militares como perteneciente á la de Santiago; una ermita en la plaza con la advocacion de San Antonio Abad en su vicaria de Infantes; en los afueras, 800 pasos al O., la de Ntra. Sra. de Luciana, patrona de la v., en cuya direccion hay un paseo con algunos álamos; al mismo lado el cementerio, y 300 pasos al N. un cast. que domina el pueblo, con una cerca destruida, que sirvió de fuerte en la última guerra civil. Se surte de aguas potables en una fuente en la plaza, cuyo nacimiento se halla á 300 pasos. Confina el térm. por N. con el de Montiel; E. Albaladejo; S. Sierra de Segura (Jaen); O. Puebla del Príncipe, estendiéndose una leg. de N. á S., 5/4 de E. á O., y comprende un cas. á 1/2 leg.; 6 deh. de pasto, las 5 al S. y una al N. tituladas, Arenales, Conejero, Marañal, Carascal, Cerros y Calares, con algunas malas de chaparro, maraña, jara y romero; 2 canteras de yeso; una de piedra molví fuerte; 100 fan. de nuevo plantío de viñas y tierras de labor; le baña un arroyo, que cruza por medio de la v.; nace al N. de la misma, beneficiándose algunas tierras con sus aguas, aunque de escaso caudal: hay tambien una fuente mineral, de la que se usa, con alivio conocido, en las erupciones y reumas, bañándose en una poza, por ser el manantial muy pobre y hallarse abandonado. El terreno es de riego en 100 fan., y lo restante de secano, de segunda, tercera y cuarta clase: los caminos vecinales: el correo se recibe de Infantes por balijero cada ocho dias. prod.: trigo, cebada, centeno, lino y patatas; se mantiene ganado lanar y cabrío en número reducido y se cria caza mayor y menor. ind. y comercio: un molino harinero, tráfico de arrieria, para la estraccion de granos é importacion de aceite y otros géneros. pobl.: 161 vec., 805 alm. cap. imp.: 100,000 rs. contr.: 12,424 rs. 14 mrs.
Madoz, 1849, p. 750)

Durante el golpe de Estado en España de 1981 el alcalde de Terrinches de la época fue el único de todos los municipios españoles que decretó el estado de excepción.

## Demografía
Terrinches cuenta con una población de 586 habitantes (INE 2024).
| Gráfica de evolución demográfica de Terrinches entre 1842 y 2021                                                    |
| |
| Población de derecho según los censos de población del INE Población de hecho según los censos de población del INE |

## Administración y política

### Alcaldes desde 1979
| Nombre                       | Lista         | Fecha de posesión   | Fecha de baja       |
| ---------------------------- | ------------- | ------------------- | ------------------- |
| Agustín González Sanmillán   | Independiente | 19 de abril de 1979 | 23 de mayo de 1983  |
| José Luis González Sanmillán | AP/PDP/UL     | 23 de mayo de 1983  | 30 de junio de 1987 |
| Gabriel Pozo Relucio         | AP            | 30 de junio de 1987 | 15 de junio de 1991 |
| Rafael Mendoza Mínguez       | PSCM-PSOE     | 15 de junio de 1991 | 17 de junio de 1995 |
| Rafael Mendoza Mínguez       | PSCM-PSOE     | 17 de junio de 1995 | 3 de julio de 1999  |
| Rafael Mendoza Mínguez       | PSCM-PSOE     | 3 de julio de 1999  | 2 de agosto de 1999 |
| Nicasio Peláez Peláez        | PSCM-PSOE     | 3 de agosto de 1999 | 14 de junio de 2003 |
| Nicasio Peláez Peláez        | PSCM-PSOE     | 14 de junio de 2003 | 16 de junio de 2007 |
| Nicasio Peláez Peláez        | PSCM-PSOE     | 16 de junio de 2007 | 11 de junio de 2011 |
| Nicasio Peláez Peláez        | PSCM-PSOE     | 11 de junio de 2011 | 13 de junio de 2015 |
| Nicasio Peláez Peláez        | PSCM-PSOE     | 13 de junio de 2015 | 15 de junio de 2019 |
| Ana Isabel García Jiménez    | PSCM-PSOE     | 15 de junio de 2019 | 17 de junio de 2023 |

### Composición del ayuntamiento por legislatura
1979-1983
| Lista         | N.⁰ de concejales |
| ------------- | ----------------- |
| Independiente | 6                 |
| PSCM-PSOE     | 2                 |
| UCD           | 1                 |
| Total         | 9                 |

1983-1987
| Lista     | N.⁰ de concejales |
| --------- | ----------------- |
| AP-PDP-UL | 6                 |
| PSCM-PSOE | 3                 |
| Total     | 9                 |

1987-1991
| Lista     | N.⁰ de concejales |
| --------- | ----------------- |
| AP        | 5                 |
| PSCM-PSOE | 4                 |
| Total     | 9                 |

1991-1995
| Lista     | N.⁰ de concejales |
| --------- | ----------------- |
| PSCM-PSOE | 5                 |
| PP-CLM    | 4                 |
| Total     | 9                 |

1995-1999
| Lista     | N.⁰ de concejales |
| --------- | ----------------- |
| PSCM-PSOE | 5                 |
| PP-CLM    | 4                 |
| Total     | 9                 |

1999-2003
| Lista     | N.⁰ de concejales |
| --------- | ----------------- |
| PSCM-PSOE | 4                 |
| PP-CLM    | 3                 |
| Total     | 7                 |

2003-2007
| Lista     | N.⁰ de concejales |
| --------- | ----------------- |
| PSCM-PSOE | 5                 |
| PP-CLM    | 2                 |
| Total     | 7                 |

2007-2011
| Lista     | N.⁰ de concejales |
| --------- | ----------------- |
| PSCM-PSOE | 5                 |
| PP-CLM    | 2                 |
| Total     | 7                 |

2011-2015
| Lista     | N.⁰ de concejales |
| --------- | ----------------- |
| PSCM-PSOE | 5                 |
| PP-CLM    | 2                 |
| Total     | 7                 |

2015-2019
| Lista     | N.⁰ de concejales |
| --------- | ----------------- |
| PSCM-PSOE | 5                 |
| PP-CLM    | 2                 |
| Total     | 7                 |

2019-2023
| Lista     | N.⁰ de concejales |
| --------- | ----------------- |
| PSCM-PSOE | 4                 |
| PP-CLM    | 3                 |
| Total     | 7                 |

## Patrimonio
- Ermita de Nuestra Señora de Luciana,[2] declarada bien de interés cultural.
- Iglesia de Santo Domingo de Guzmán,[2] declarada bien de interés cultural.
- Torre de Terrinches, declarada bien de interés cultural, y que alberga el Centro de Interpretación de la Orden de Santiago en el Campo de Montiel.
- Yacimiento de Castillejo del Bonete, declarado bien de interés cultural en la categoría de zona arqueológica. Yacimiento de la Edad del Bronce. (encontrado en 2003-2004.)[31]
- Yacimiento de la villa / termas romanas de la Ontavia, declarado bien de interés patrimonial con la categoría de yacimiento arqueológico.

## Fiestas
Las fiestas locales de Terrinches tienen un amplio repertorio a lo largo de todo el año. En ellas, se expresan algunas de las tradiciones culturales más representativas del pueblo, especialmente en torno a las Fiestas Patronales, en honor de la Virgen de Luciana. Religiosidad y romerías van de la mano, salvo en las fiestas paganas con motivo del Día de las Luminarias, que se completan con otras no incluidas en este relación como Las Luminarias de la Candelaria, Día de Reyes y de Santa Lucía. Algunas tradiciones, hoy perdidas, como Los Quintos o el Día de San Marcos, en el que se ataba los cuernos al diablo, completan esta somera relación.
- San Isidro, 15 de mayo.
- Santo Domingo de Guzmán, 8 de agosto.
- Nuestra Señora de Luciana, 15 de agosto.
- Fiestas Patronales, del 13 al 17 de agosto.
- San Antón, 17 de enero.
- Carnavales.
- Cruz de Mayo, Cruz de la Bernarda; mes de mayo.
- Luminarias.